# はじめてのバースデー
『はじめてのバースデー』は、朝日放送テレビで2017年10月7日から放送されているミニ番組である。MIKI HOUSEの一社提供。

## 概要
2017年9月30日まで8年半放送された『がんばれ!元気ッズ』の後続番組として放送開始。本番組では、初めて1歳の誕生日を迎える赤ちゃんをお祝いする内容となっている。
前番組同様、番組やイベントなどの企業活動を通じて子どもを支援する朝日放送テレビの「こども未来プロジェクト」の一環として放送されている。主題歌は、奥華子の「birthday」。

## 放送時間
- 土曜 17:55 - 18:00（JST）
  - 毎年8月の全国高校野球選手権大会期間中は17:51 - 18:00（中継延長時は18:20 - 18:30）に代替ニュースとして『ABCニュース&天気予報』[2]を放送するため休止となる（雨天中止時も雨傘番組を編成するため休止）。

## ナレーター
- 武田和歌子（朝日放送→朝日放送テレビアナウンサー） - 前番組『がんばれ!元気ッズ』から続役。